# Pierre de Maere
Pierre de Maere (Uccle, Bélgica, 24 de mayo de 2001) es un cantautor belga. Su sencillo «Un jour, je marierai un ange» alcanzó la cuarta posición en el Ultratop 50 Singles de Valonia y el noveno puesto en la lista de éxitos musicales de Francia en el año 2022, siendo galardonado con el disco de diamante por el SNEP en 2023.

## Biografía
Pierre de Maere d'Aertrycke nació en Uccle, un municipio de Bruselas, el 24 de mayo de 2001. Es hijo de Joël de Maere d'Aertrycke, abogado, y Juliette Blanchart, arquitecta. Se mudó a la edad de diez años a una granja ubicada en la comuna de Walhain, en la provincia del Brabante Valón.
Tiene una hermana, Éloïse, y un hermano mayor, Xavier de Maere, que es ingeniero de sonido y con quien trabaja estrechamente.
Entre los diez y trece años, compuso canciones en un iPod touch utilizando el software GarageBand. Autodidacta, nunca tomó clases de canto ni solfeo, aprendiendo a tocar por su propia cuenta el piano y recibiendo algunas lecciones de batería. Su padre le introdujo el mundo de la música de la mano de artistas como Supertramp, Elton John y Pink Floyd.
Se interesó por la fotografía en torno a los quince años, alejándose un tiempo de la música para dedicarse de lleno a la fotografía. A los dieciocho años se matriculó en un curso de fotografía en la Real Academia de Bellas Artes de Amberes, institución en la que solo permaneció un año, aunque durante ese período llegó a publicar algunas fotos en la revista GQ. Posteriormente, retornó a la creación musical.

### Carrera musical
En marzo de 2020, publicó su primera canción en francés, titulada «Potins Absurdes». Descubierto por el sello discográfico Cinq7, subsidiaria de Wagram Music, firmó para un EP y un álbum. Publicó dos canciones, «Regrets» y «Menteur», cuyos vídeos musicales fueron dirigidos por Edie Blanchard y Romain Barreau, respectivamente. Su primer sencillo oficial, «Un jour, je marieai un ange», fue lanzado en noviembre de 2021.
El EP Un jour, je fue lanzado el 14 de enero de 2022, realizado junto a su hermano y producido por Valentin Marceau. En esta ocasión, fue invitado a varios platós de televisión como Quotidien o On est en direct. También participó en el Hyper Weekend Festival de Radio France y en la 11.ª ceremonia de los Premios Magritte. El 21 de junio de 2022, fue invitado a actuar en el escenario de la Fête de la Musique en Montpellier, en vivo en France 2 y France Bleu. Al finalizar su actuación, recibió de manos de la directora de France Bleu el primer premio "Talent France Bleu", premiando el lanzamiento de su primer EP, Un jour, je. El 15 de septiembre, la canción «Un jour, je marieai un ange» se convirtió en sencillo de oro en Francia y el 18 de noviembre recibió el premio a la "Revelación belga del año" en los NRJ Music Awards 2022, una categoría recientemente creada de la que es el primer galardonado.
El 27 de enero de 2023 lanzó su primer álbum, Regarde-moi. El 10 de febrero recibió el premio a "Revelación Masculina del Año" en la 38.ª edición de las Victoires de la Musique. El 23 de febrero de 2023, su sencillo «Un jour, je marieai un ange» fue certificado disco de diamante por el Syndicat National de l'Édition Phonographique (SNEP) de Francia. El 8 de noviembre de 2024 se anunció su colaboración con la cantante británica Dua Lipa en el remix de su tema «These Walls».

## Vida privada
Pierre de Maere es abiertamente homosexual. La revista LGBT Têtu lo ha descrito como un artista queer. Le Moustique afirmaron que se trata de «una refinada encarnación de twink negro-amarillo-rojo». Por su parte, de Maere dice que prefiere el término «extravagante» al de «queer».

## Estilo musical e influencias
Pierre de Maere creció escuchando a Lady Gaga y Stromae. Asimismo, ha afirmado que se ha inspirado en la estética visual de artistas como Michel Polnareff y Les Rita Mitsouko, así como del rapero estadounidense Lil Nas X, a quien considera «un genio creativo que entendió todo sobre marketing».

## Discografía

### Álbumes
| Título      | Detalles del Álbum                                                                            | Posiciones en las listas musicales | Posiciones en las listas musicales | Ventas | Certificaciones |
| Título      | Detalles del Álbum                                                                            | BEL                                | FRA                                | Ventas | Certificaciones |
| ----------- | --------------------------------------------------------------------------------------------- | ---------------------------------- | ---------------------------------- | ------ | --------------- |
| Regarde-Moi | - Publicación: 27 de enero de 2023 - Discográfica: Cinq7 - Formatos: CD, LP, Descarga digital | 1                                  | 5                                  |        |                 |

### EP
| Título      | Detalles del EP                                                                               | Posiciones en listas musicales | Posiciones en listas musicales |
| Título      | Detalles del EP                                                                               | BEL                            | FRA                            |
| ----------- | --------------------------------------------------------------------------------------------- | ------------------------------ | ------------------------------ |
| Un jour, je | - Publicación: 14 de enero de 2022 - Discográfica: Cinq7 - Formatos: CD, LP, descarga digital | 30                             | 100                            |

### Sencillos
| Título                         | Año  | Posiciones en listas musicales | Posiciones en listas musicales | Certificaciones   | Álbum       |
| Título                         | Año  | BEL                            | FRA                            | Certificaciones   | Álbum       |
| ------------------------------ | ---- | ------------------------------ | ------------------------------ | ----------------- | ----------- |
| «Judas»                        | 2019 | —                              | —                              |                   | Sin álbum   |
| «Potins absurdes»              | 2020 | —                              | —                              |                   | Sin álbum   |
| «Regrets»                      | 2021 | —                              | —                              |                   | Un jour, je |
| «Menteur»                      | 2021 | —                              | —                              |                   | Un jour, je |
| «Un jour, je marierai un ange» | 2021 | 4                              | 9                              | - Diamante (2023) | Un jour, je |
| «Roméo»                        | 2022 | —                              | —                              |                   | Regarde-moi |
| «Les oiseaux»                  | 2022 | —                              | —                              |                   | Regarde-moi |
| «Enfant de»                    | 2023 | 3                              | 164                            |                   | Regarde-moi |
| «Mercredi»                     | 2023 | —                              | —                              |                   | Regarde-moi |